# Hongarije op het Eurovisiesongfestival 2017

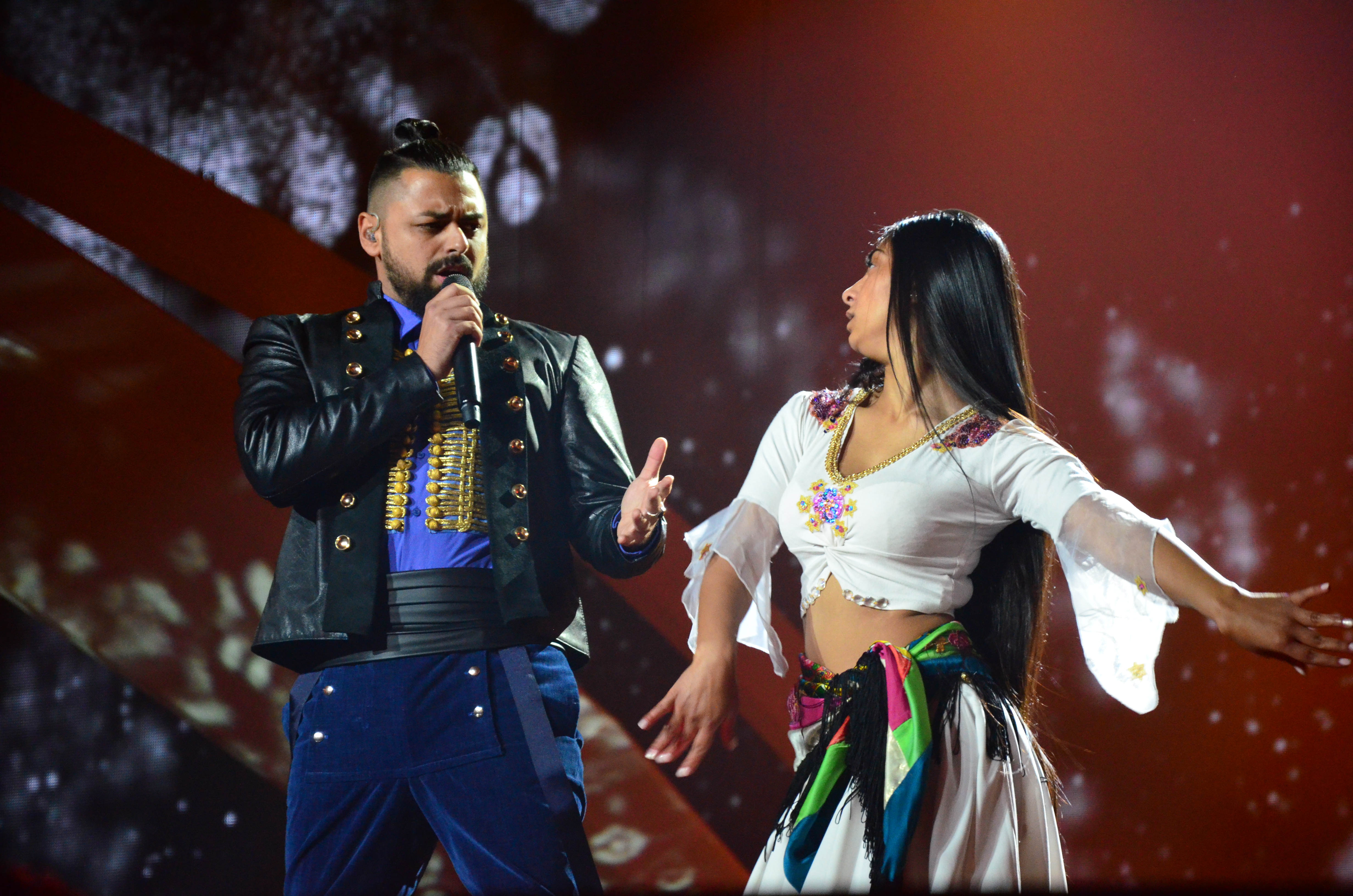
Joci Pápai tijdens de repetities in Kiev.

Hongarije nam deel aan het Eurovisiesongfestival 2017 in Kiev, Oekraïne. Het was de 15de deelname van het land aan het Eurovisiesongfestival. MTV was verantwoordelijk voor de Hongaarse bijdrage voor de editie van 2019.

## Selectieprocedure
Net zoals de voorbije jaren werd hetzelfde format gekozen om de Hongaarse kandidaat te vinden. Er werden 30 kandidaten gekozen.
Dertig artiesten traden aldus aan in een van de drie voorrondes. Uit elke voorronde gingen er zes door naar de volgende ronde. Elk jurylid gaf elke artiest een bepaalde score op een schaal van 1 tot 10, vergelijkbaar met een schoolcijfer. Het publiek kon ook een score geven, middels een speciale mobiele applicatie. De scores van de juryleden en het publiek samen bepaalden de eindscore. De vijf artiesten met de hoogste scores plaatsten zich voor de halve finales. In het geval van een gelijke stand besliste de jury welke artiest(en) zich plaatste(n) voor de halve finales. Daarna werd het zesde ticket voor de halve finales bepaald door het publiek.
In de halve finales, waarin telkens negen artiesten aantraden, gingen telkens vier artiesten door (middels een vergelijkbaar systeem, alleen gingen nu enkel de drie artiesten met de hoogste score gegarandeerd door). In de finale koos de vakjury eerst vier superfinalisten. Vervolgens kreeg het publiek het laatste woord over wie Hongarije zou mogen vertegenwoordigen in Kiev.

## A Dal 2017

### Superfinale
| Volgorde | Artiest                | Lied           |
| -------- | ---------------------- | -------------- |
| 1        | Gina Kanizsa           | Fall Like Rain |
| 2        | Joci Pápai             | Origo          |
| 3        | Gigi Radics            | See It Through |
| 4        | Zävodi & Olivér Berkes | #háttérzaj     |

## In Kiev
In Tel Aviv trad Joci aan als 7de artiest in de tweede halve finale. Hij zong na O'G3NE uit Nederland, en voor Anja Nissen uit Denemarken. Op het einde van de avond selecteerde Hongarije zich voor de grote finale. 
In de grote finale trad Joci deze keer als 8ste artiest aan. Daar behaalde hij een 8ste plaats met 200 punten. Hongarije was beduidend populairder de televoting. Het Kroatische en Servische publiek gaven 12 punten aan Joci. Ook de Kroatische jury had 12 punten over voor de inzending. 
1994 · 1995 · 1996 · 1997 · 1998 · 1999-2004 · 2005 · 2006 · 2007 · 2008 · 2009 · 2010 · 2011 · 2012 · 2013 · 2014 · 2015 · 2016 · 2017 · 2018 · 2019 · 2020-2025
Albanië · Armenië · Australië · Azerbeidzjan · België · Bulgarije · Cyprus · Denemarken · Duitsland · Estland · Finland · Frankrijk · Georgië · Griekenland · Hongarije · Ierland · IJsland · Israël · Italië · Kroatië · Letland · Litouwen · Macedonië · Malta · Moldavië · Montenegro · Nederland · Noorwegen · Oekraïne · Oostenrijk · Polen · Portugal · Roemenië · San Marino · Servië · Slovenië · Spanje · Tsjechië · Verenigd Koninkrijk · Wit-Rusland · Zweden · Zwitserland